# Hermann von Dassel
Hermann Otto Franz von Dassel (* 28. Juli 1860 in Neustadt/Harz; † 21. Februar 1936 in Hamburg) war ein Hamburger Richter und Abgeordneter.

## Leben
Er entstammte dem Patriziergeschlecht von Dassel, sein Vater war zeitweilig Richter am Amtsgericht Syke. Nach dem Schulbesuch des Johanneum Lüneburg studierte er in  Heidelberg, Berlin und Göttingen Rechtswissenschaften. 1882 wurde er Mitglied des Corps Bremensia Göttingen. 1884 legte er in Celle die Referendarsprüfung ab und machte 1889 in Berlin das Asessorenexamen.
Dassel wurde 1890 als Amtsanwalt in den Hamburgischen Staatsdienst aufgenommen. 1892 wurde er Amtsrichter, 1899 Landrichter  und 1906 wurde er an das Hanseatische Oberlandesgericht berufen.
Ab 1. Oktober 1921 war Dassel Senatspräsident eines Senates des Hanseatischen Oberlandesgerichts. Nach dem Tod von Max Mittelstein am 25. September 1927 leitete er bis zur Berufung von Wilhelm Kiesselbach am 1. Juli 1928 das Oberlandesgericht. Anschließend wurde für ihn die Stelle eines Vizepräsidenten geschaffen, eine Amtsbezeichnung, die er ab 1929 führen durfte.
Neben seiner eigentlichen richterlichen Tätigkeit war er an unterschiedlichen Positionen in der Juristenausbildung beteiligt und erhielt dafür im November 1928 die Ehrendoktorwürde der Universität Hamburg.
Dassel schloss sich 1918 der Deutschnationalen Volkspartei an. Für diese gehörte er ab 1924 der Hamburgischen Bürgerschaft an, er wurde im Februar 1929 aus der Partei ausgeschlossen und war seitdem Vorsitzender der „Volkskonservativen Vereinigung“.  Am 31. März 1929 legte er sein Bürgerschaftsmandat nieder.

## Quelle
- Artikel zum 70. Geburtstag von Hermann von Dassel im Hamburger Fremdenblatt, erschienen am 26. Juli 1930, einzusehen unter Dassel, Hermann von; 1860–1936: Vizepräsident Dr. v. Dassel 70 Jahre (Hamburger Nachrichten , 1930-07-26) (abgerufen am 24. September 2012)
- Gesellschaft der Freunde der Vereinigten Staaten in Hamburg: Hamburg-Amerika-Post, Band 1, 1929, S. 22